# Jesús Sancho Rof
Jesús Sancho Rof   (Madrid, 16 de desembre de 1940), és un polític i professor universitari espanyol que ocupà diverses carteres en els governs de la UCD sota les presidències d'Adolfo Suárez i Leopoldo Calvo-Sotelo.
Va néixer el 1940 a la ciutat de Madrid, on estudià ciències físiques a la Universitat Complutense de Madrid, de la qual fou catedràtic d'òptica i estructures de la matèria. Membre de la Unió de Centre Democràtic, fou nomenat a la dècada del 1970 subsecretari del Ministeri de l'Interior. L'any 1974 fou nomenat Director General de Radiodifusio i Televisió de RTVE en substitució de Juan José Rosón Pérez, càrrec que ocupà fins al 1975.
En les eleccions generals de 1977 fou escollit diputat al Congrés per la província de Pontevedra, escó que repetí en les eleccions de 1982 i 1986, en aquesta última ocasió en representació d'Aliança Popular. L'any 1979 en la formació de govern fou nomenat per Adolfo Suárez Ministre d'Obres Públiques i Urbanisme, càrrec que des del qual va impulsar un pla d'habitació que va permetre la construcció de mig milió de pisos de protecció oficial. A l'ascens al poder de Leopoldo Calvo-Sotelo fou nomenat Ministre de Treball, Sanitat i Seguretat Social, agrupat en una macrocartera, des del qual va haver d'afrontar l'escàndol per enverinament massiu per culpa de l'oli de colza.